# 古今字
古今字是中国古书用字情况之一。同一个词在不同时期用不同的字来表示就形成了古今字，较前使用的叫“古字”或“本字”，较后使用的叫“今字”或“分化字”或“後起字”。

## 形体
古今字在形体上大多数有某种联系。主要有下面几种情况：
例子：
| 联系       | 古字  | 今字 |
| 加形旁     | 然    | 燃   |
| 加形旁     |       |      |
| 加形旁     |       |      |
| 加形旁     | 取    | 娶   |
| 改变形旁   | 赴    | 讣   |
| 改变形旁   | 振    | 赈   |
| 改变形旁   | 说    | 悅   |
| 略加变形   | 不    | 丕   |
| 略加变形   | 大/泰 | 太   |
| 略加变形   | 陈    | 阵   |
| 通假字造成 | 亡    |      |
| 通假字造成 | 伯    | 霸   |
| 通假字造成 | 鄦    | 许   |

- 例：「學而時習之，不亦說乎」，此處「說」即「悅」。

## 成因
汉字的数量有限，除了表本义以外，还表引申义和假借义。文字的表意功能扩大以后，为了区分不同的用法其中表示某些义项的文字往往对其加以改造，以示区别。就该义项而言，先用的字就称为古字，改造后使用的字称为今字。其成因细分如下：（前面的是“古字”，后面的是“今字”）
- 古字假借为其他用途而为其本义造今字。如：段锻、或域、韦围……
- 古字用于表示引申义而为其本义造今字。如：责债、景影、原源……
- 古字用于表示本义而为其引申义造今字。如：家嫁、士仕、告诰……
- 古字用于表本义而为其假借义造今字。如：辟避、与欤、塗途……

## 古今字与假借字的关系
两者之间有交叉现象，两者间只看问题的角度不同，古今字立中于时代不同和用法上的分工，假借字主要是从文献中文字所表达的意义与它的本义是否有关联。

## 延伸阅读
- 王力. . 北京: 中華書局. 1999-05: 170–174. ISBN 7-101-00082-7 （中文（中国大陆））.